# Matinae
Matinae — подсемейство жуков-плавунцов.

## Описание
У жуков переднегрудь с продольной срединной бороздой. Коготки на задних лапках неравные, их первые четыре членика лопастевидные. Живут в реках или озёрах. Личинки рода Matus имеют копательные ноги.

## Классификация
В состав подсемейства включают два рода. Распространены в Австралии и на востоке Северной Америки:
- Matus Aubé, 1836
- Batrachomatus Clark,  1863